# Linares, Jaén
Linares är en kommun i Spanien. Den ligger i provinsen Provincia de Jaén och regionen Andalusien, i den centrala delen av landet, 260 km söder om huvudstaden Madrid. Antalet invånare är 60 950. Arean är 197 kvadratkilometer. Linares gränsar till Bailén, Guarromán, Carboneros, Vilches, Ibros, Lupión, Torreblascopedro och Jabalquinto.
Terrängen i Linares är kuperad åt sydost, men åt nordväst är den platt.